# Мохаммед Шехаб
Мохаммед Мустафа Аль-Хашими Шехаб (англ. Mohammad Mustafa Al Hasimi Shehab, род. 11 декабря 1976 года) — профессиональный снукерист из Объединённых Арабских Эмиратов.

## Карьера
Мохаммед Шехаб является лучшим снукеристом своей страны, возглавляя национальный рейтинг. В 2006 году он стал финалистом чемпионата Азии, в 2007 — полуфиналистом любительского чемпионата мира. В 2009 завоевал бронзовую медаль на Всемирных играх в Тайване.
Мохаммед довольно часто выступает на профессионально-любительских (pro-am) снукерных турнирах, и иногда — на профессиональных (например, в уайлд-кард раунде Шанхай Мастерс 2009). В рамках турниров pro-am он обыгрывал нескольких известных игроков — Питера Эбдона, Джимми Уайта и Найджела Бонда.
В 2024 году выиграл финал турнира Q Tour Global Play-Offs, разгромив Дэниела Уомерсли 5-0, и получил двухгодичную карту участника мэйн-тура на сезоны 2024/25 и 2025/26.